# Kardinia Park
Il Kardinia Park o anche GMHBA Stadium è un parco pubblico situato a Geelong nello Stato australiano del Victoria. Nel parco vi sono diverse strutture pubbliche ed impianti sportivi: uno stadio di football australiano, un campo da gioco di calcio, un campo da cricket, una piscina dell'aria aperta, un certo numero di palestre per il netball, varie sedi di club sportivi e un centro per anziani.
Fin dal 1911 si trovano due terreni di gioco per il football australiano, uno dal lato orientale, l'altro dal lato ovest. Il Geelong Football Club ha cominciato a giocare le proprie partite casalinghe sull'ovale orientale del parco nel 1941 dopo che l'usuale campo di gioco di Corio era stato adibito ad uso militare. L'ovale occidentale è attualmente usato dalla squadra locale di football australiano St. Marys per le proprie gare interne. La sede sociale del St. Marys è situata sul lato occidentale dell'ovale.